# 터미네이터: 다크 페이트

《터미네이터: 다크 페이트》(영어: Terminator: Dark Fate)는 2019년 개봉한 미국의 SF, 액션영화이다. 1991년 영화 《터미네이터 2: 심판의 날》 이후 28년 만에 제임스 카메론이 제작자로서 시리즈에 복귀한 작품이다. 린다 해밀턴이 사라 코너 역으로 돌아오면서 아널드 슈워제네거와 함께 주연을 맡았다.

## 줄거리
미래 저항군 지도자인 존 코너의 타임라인이 사라지고 미래 저항군 여성 지도자인 대니로 바뀌는 2개의 타임라인을 기본 플롯으로 사용하고 있다.
따라서 스카이넷 AI가 리전 AI로 바뀐다. 심판의 날 시간대 역시 1997년에서 2020년 이후로 변경된다. 전통적으로 암울한 미래상을 보여주는 미래에서온 터미네이터 Rev-9이 빠르게 그리고 끈질기게 위협적으로 추적해옴으로써 엄습해오는 불안한 미래의 단면을 상징해주며 한편 이를 막어내기에는 역부족이고 힘들어 보이지만 실날같은 희망의 미래를 상징하는 그레이스는 항상 곁에 있다는 보편적인 인간의 미래에 대한 불안감과 희망의 대립구조를 갖는 기본 플롯은 고수하고 있으면서도 기존 시리즈의 다른 작품들과는 다르게 여성 리더와 슈퍼솔져의 여성상을 새롭게 구축하는데 사라 코너가 있다.
서브 플롯으로 사라 코너와 대립하는 그레이스 그리고 과거의 터미네이터와 대립하는 사라 코너의 삼각관계에서 사이보그화된 그레이스가  과거의 터미네이터를 지지함으로써 Rev-9의 이중성과 균형을 이루고 있다.

## 출연
- 린다 해밀턴 - 사라 코너 역
- 아널드 슈워제네거 - T-800 "모델 101" 역
- 매켄지 데이비스 - 그레이스 역
- 나탈리아 레예스 - 대니 (다니엘라 라모스)역
- 가브리엘 루나 - REV-9 역
- 디에고 보네타 - 디에고 라모스 역
- 에드워드 펄롱 - 존 코너 역
- 톰 호퍼 - 윌리엄 역
- 스티븐 크리 - 릭비 역
- 브렛 아자르 - T-800 역
- 트리스탄 울로아 - 펠리페 간달 역
- 엔리크 알크 - 빈센트 역

## 영화 정보
- 1991년에 개봉하였던 터미네이터 2: 심판의 날 이후 28년 만에 제임스 카메론이 제작자로서 터미네이터 시리즈에 복귀하고 아널드 슈워제네거와 린다 해밀턴이 터미네이터 2 이후 28년 만에 다시 주연을 맡게 되는 영화이다.
- 영화 개봉을 앞두고 출연배우 아놀드 슈왈제네거, 린다 해밀턴, 맥켄지 데이비스, 나탈리아 레이즈, 가브리엘 루나와 연출을 맡은 팀 밀러 감독이 한국을 찾아 홍보활동을 펼쳤다. 이들은 21일 오전, 서울 광화문 포시즌스호텔에서 공식기자회견을 갖고, 오후에는 여의도 IFC몰에서 레드카펫 행사를 펼쳤다.[1]
- 1억 2천만 달러 이상의 적자를 내며 본국 미국 내의 흥행에 참패한 제네시스보다도 못미치는 복스오피스 순위를 기록하며 3부작은 또다시 무산되었다.

## 제공
- 수입/배급 : 월트디즈니컴퍼니코리아 유한책임회사
- 제작 : 이십세기폭스필름/스카이댄스 미디어/라이트스톰 엔터테인먼트/텐센트 픽처스